# Haboudange

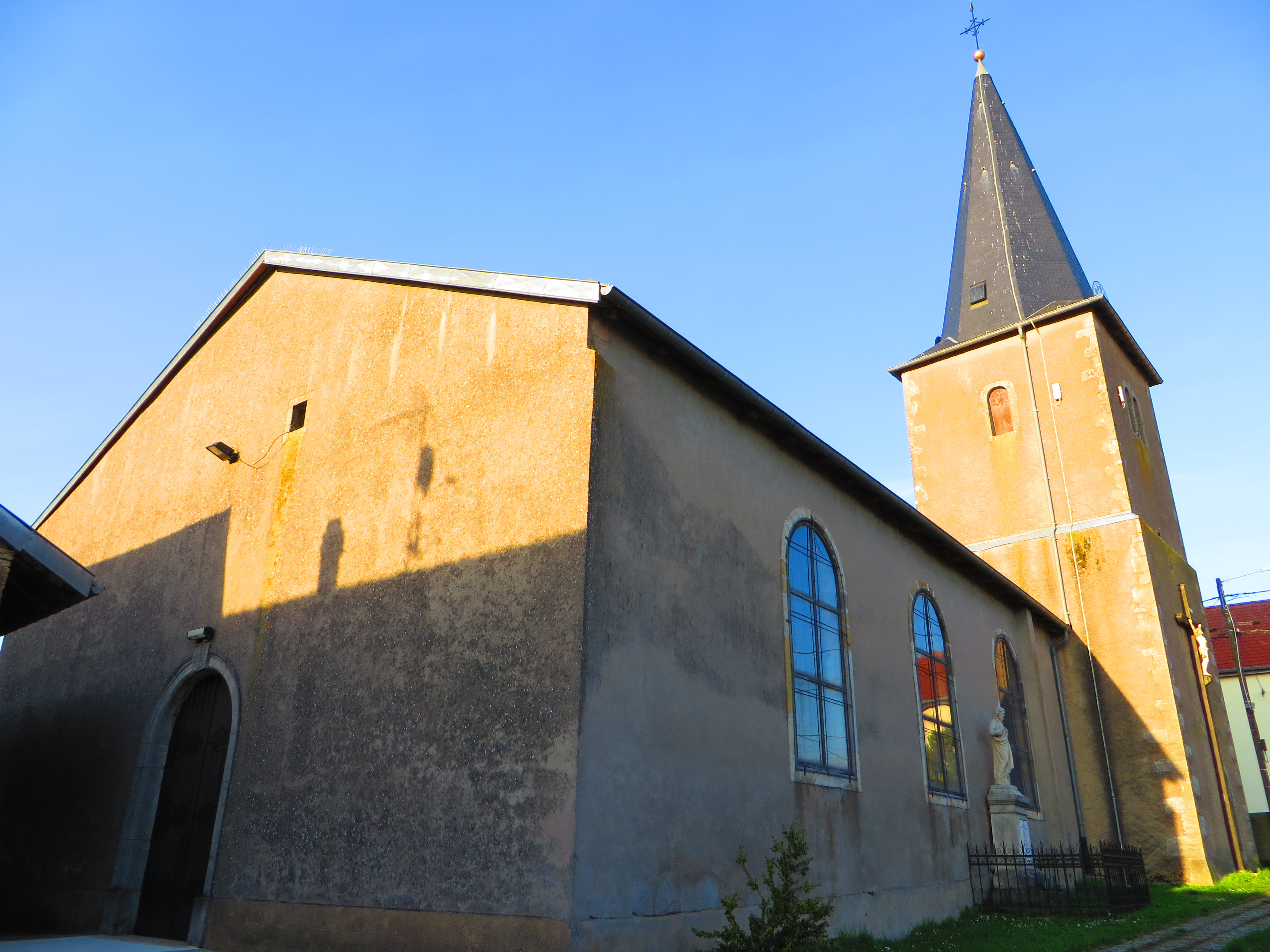
Kirche St. Laurentius

Haboudange (deutsch Habudingen, früher auch Hoblingen) ist eine französische Gemeinde mit 231 Einwohnern (Stand 1. Januar 2022) im Département Moselle in der Region Grand Est (bis 2015 Lothringen). Sie gehört zum Arrondissement Sarrebourg-Château-Salins.

## Geographie
Die Gemeinde liegt in Lothringen an der Kleinen Seille im Saulnois (Salzgau), etwa 45 Kilometer südöstlich von Metz und 14 Kilometer nordöstlich von Château-Salins, zwischen Château-Salins und Morhange (Mörchingen), auf einer Höhe zwischen 210 und 305 m über dem Meeresspiegel. Das Gemeindegebiet umfasst 10,43 km².

## Geschichte
Ältere Ortsbezeichnungen sind Haiboudanges (1286), Gaboudanges (1293) und  Habondenges (1349). 
Das Dorf befand sich früher im Besitz des Bistums Metz.  In Haboudange war einst ein Schloss,
das Sitz der reichsunmittelbaren Herrschaft Haboudange war, die  der Bischof von Metz – wie auch die reichsunmittelbaren Herrschaften Helfedange (Helflingen)  und Hinquezange (Hingsingen) – vom Heiligen Römischen Reich als Lehen empfing.
Im Jahr 1552 wurde die Herrschaft zusammen mit dem Bistum Metz vom Königreich Frankreich besetzt und annektiert, das sich den Besitz 1648 im Westfälischer Frieden bestätigen lassen konnte.
Durch den Frankfurter Frieden vom 10. Mai 1871 kam die Region an das deutsche Reichsland Elsaß-Lothringen, und das Dorf wurde dem Kreis Château-Salins im Bezirk Lothringen zugeordnet. Das Dorf hatte eine Mühle. Dorfbewohner betrieben  Getreide- und etwas Wein- und Hopfenbau. Nach dem Ersten Weltkrieg musste die Region aufgrund der Bestimmungen des Versailler Vertrags 1919 an Frankreich abgetreten werden und wurde Teil des Département Moselle.

### Bevölkerungsentwicklung
| Jahr      | 1962 | 1968 | 1975 | 1982 | 1990 | 1999 | 2007 | 2019 |
| Einwohner | 196  | 219  | 202  | 224  | 224  | 239  | 265  | 246  |

## Sehenswürdigkeiten
- Kirche St. Laurentius
- Schloss